# Ляшенко Василь Трохимович
Василь Трохимович Ляшенко (29 січня 1903, село Томаківка Катеринославської губернії, тепер Нікопольського району Дніпропетровської області — липень 1989, місто Львів) — радянський діяч органів державної безпеки, начальник Управління НКВС по Львівській області, полковник. 

## Біографія
Народився в селянській родині.
З 1920 до вересня 1922 року — помічник уповноваженого політичного бюро надзвичайної комісії (ЧК) міста Нікополя Катеринославської губернії.
У вересні 1922 — вересні 1923 року — слухач Катеринославської повітової партійної школи.
У вересні 1923 — листопаді 1925 року — секретар осередку комсомолу (ЛКСМУ) села Томаківки Катеринославської губернії.
У листопаді 1925 — листопаді 1926 року — в Червоній армії: командир взводу 90-го Уральського стрілецького полку 30-ї Іркутської стрілецької дивізії.
У листопаді 1926 — лютому 1927 року — інструктор виконавчого комітету Томаківської районної ради Запорізької округи.
Член ВКП(б) з лютого 1927 року.
У лютому 1927 — січні 1928 року — завідувач хати-читальні, секретар осередку КП(б)У в селі Китай-Город Запорізької округи.
У січні — листопаді 1928 року — голова сільської ради села Томаківки Запорізької округи.
У листопаді 1928 — травні 1930 року — начальник Томаківського районного відділу робітничо-селянської міліції Запорізької округи.
У травні — жовтні 1930 року — начальник Пологівського районного відділу робітничо-селянської міліції Запорізької округи.
У жовтні 1930 — грудні 1932 року — начальник Василівського районного відділу робітничо-селянської міліції Дніпропетровської області.
У грудні 1932 — серпні 1933 року — курсант Київської школи робітничо-селянської міліції.
У серпні 1933 — серпні 1938 року — начальник Дніпропетровського міського відділу робітничо-селянської міліції Дніпропетровської області.
У серпні — листопаді 1938 року — заступник начальника відділу служби Управління робітничо-селянської міліції Управління НКВС по Дніпропетровській області.
У листопаді 1938 — січні 1939 року — начальник Запорізького міського відділу робітничо-селянської міліції Дніпропетровської області.
У січні 1939 — січні 1940 року — заступник начальника Управління робітничо-селянської міліції УНКВС по Запорізькій області.
У січні 1940 — січні 1941 року — заступник начальника Управління робітничо-селянської міліції НКВС Української РСР у Києві.
У січні — 14 березня 1941 року — в.о. начальника Управління НКВС по Львівській області.
14 березня — 31 липня 1941 року — начальник Управління НКВС по Львівській області.
У червні — грудні 1941 року — начальник особливої інспекції відділу кадрів НКВС Української РСР у Києві, Харкові, Старобільську та селищі Міловому Ворошиловградської області.
У грудні 1941 — березні 1942 року — начальник особливого відділу НКВС 161-ї стрілецької дивізії РСЧА в місті Вольську.
У березні 1942 — жовтні 1943 року — начальник особливого відділу НКВС (відділу контррозвідки Народного комісаріату оборони СРСР «СМЕРШ») Рязько-Тамбовського дивізійного району протиповітряної оборони в містах Тамбові, Мічуринську, Єльці.
У жовтні 1943 — травні 1944 року — начальник відділу контррозвідки Народного комісаріату оборони СРСР «СМЕРШ» Орловського дивізійного району протиповітряної оборони в містах Орлі, Брянську, Гомелі.
У травні — вересні 1944 року — начальник особливої інспекції відділу кадрів НКВС Української РСР.
У вересні 1944 — 1 липня 1945 року — заступник начальника Управління НКВС по Херсонській області.
1 липня 1945 — 14 вересня 1949 року — заступник начальника Управління НКВС (МВС) по Закарпатській області.
14 вересня 1949 — 1 жовтня 1951 року — начальник відділу розшуку злочинців Управління МВС по Дрогобицькій області.
1 жовтня 1951 — березень 1953 року — заступник начальника Управління міліції УМДБ по Дрогобицькій області.
У березні — 16 вересня 1953 року — заступник начальника Управління міліції УМВС по Дрогобицькій області.
У 1953 році закінчив заочний юридичний факультет Вищої офіцерської школи МВС СРСР.
16 вересня 1953 — 22 січня 1959 року — начальник Управління міліції та заступник начальника УМВС (УВС) по Дрогобицькій області із міліції.
У січні 1959 року — звільнений з органів МВС «за віком».
У червні 1959 — жовтні 1961 року — на пенсії в місті Дрогобичі.
У жовтні 1961 — липні 1963 року — юрисконсульт радгоспу в місті Дрогобичі Львівської області.
У липні 1963 — лютому 1965 року — на пенсії в місті Дрогобичі.
У лютому — квітні 1965 року — на пенсії в місті Львові.
У квітні 1965 — січні 1967 року — завідувач господарства тресту «Західводбуд» у місті Львові.
У січні 1967 — березні 1969 року — інспектор з кадрів, у березні 1969 — квітні 1971 року — інженер 1-ї частини Львівської філії інституту «Укрдіпроводгосп».
У квітні 1971 — березні 1972 року — начальник відділу кадрів філії інституту «Укрдіпроводгосп» у Львові. У березні 1972 — січні 1978 року — начальник відділу кадрів державного інституту «Львівдіпроводгосп» у Львові.
З січня 1978 року — на пенсії в місті Львові.
Помер у липні 1989 року в місті Львові.

## Звання
- молодший лейтенант міліції
- лейтенант міліції (22.06.1939)
- підполковник
- полковник (12.02.1948)
- полковник міліції (24.04.1956)

## Нагороди
- орден Леніна (1.06.1951)
- орден Червоного Прапора (12.11.1946)
- орден Вітчизняної війни ІІ ст. (11.03.1985)
- орден Червоної Зірки (15.01.1945)
- дев'ять медалей
- знак «50 років перебування в КПРС»